# Sciomesa sjostedti
Sciomesa sjostedti là một loài bướm đêm trong họ Noctuidae.